# Летище „Ататюрк“
Летище „Ататюрк“ (ISL/LTBA) (на турски: İstanbul Atatürk Havalimanı) е бивше международно летище, обслужващо Истанбул, Турция и най-голямото летище в Турция по брой обслужени пътници, дестинации и самолетодвижения. Отворено през 1912 г., то е разположено в Йешилкьой (Yeşilköy), на европейския бряг на града, на разстояние 25 km западно от центъра на града и било основният хъб на Turkish Airlines.
През 1980 г. е преименувано на международно летище Ататюрк в чест на Мустафа Кемал Ататюрк, основател и пръв президент на република Турция. Летището е обслужило повече от 61 милиона пътници през 2015 г., което го прави 11 най-натоварено летище в света, на база на общия брой пътници и 10 най-натоварено летище в света, на база броя обслужени международни пътници. Също така летището е 5-ото най-натоварено летище в Европа през 2016 г. Вследствие на тази голяма натовареност от 2015 г. започва строителството на трето летище на Истанбул, след което летище Ататюрк е затворено.

## История
На 6 април 2019 г. летището е преместено в Новото трето летище на Истанбул. Генералният директор на Главното управление на държавните летища на Турция (DHMI) Фунда Оджак заявява, че пълното закриване на летището ще стане през 2022 г.

## Терминали и авиокомпании
Летище „Ататюрк“ има 2 терминала, които са свързани по между си.

### Терминал 1
Терминал 1 е по-старият и от него са изпълнявани вътрешните полети. Разполага със зона за check-in, както и летищни магазинчета, намиращи се на втория етаж, където са залите за излитане – 12 на брой. Всеки един от изходите е оборудван с ръкави. На приземния етаж се намира багажното отделение. В таблицата са дадени всички авиокомпании, които са изпълнявали полети от терминал 1 на летище Истанбул „Ататюрк“:
| Авиокомпания     | Град – Летище |
| ---------------- | --- |
| AtlasGlobal      | Адана, Анталия, Бодрум, Газиантеп, Измир, Кайсери, Кония, Трабзон Сезонно: Даламан |
| Onur Air         | Адана, Анталия, Бодрум, Газиантеп, Газипаша, Даламан, Диарбекир, Елязъг, Ерзурум, Измир, Малатия, Самсун, Трабзон |
| Pegasus Airlines | Измир |
| Turkish Airlines | Агръ, Адана, Адъяман, Амасия, Анкара, Анталия, Батман, Бингьол, Бодрум, Ван, Газиантеп, Газипаша, Даламан, Денизли, Диарбекир, Елязъг, Ерзинджан, Ерзурум, Измир, Кайсери, Карс, Кастамону, Кахраманмараш, Кония, Кютахия, Малатия, Мардин, Муш, Невшехир, Орду, Самсун, Сивас, Синоп, Трабзон, Хаккяри, Хатай, Чанаккале, Шанлъурфа, Шърнак, Ъгдър |

### Терминал 2
Терминал 2 е открит през 2000 година и от него се оперират всички международни полети. Терминалът е голяма сграда, в която има зона за шопинг, ресторанти и др. Зоната за заминаващи разполага с 27 изхода (201 – 226), всички от които имат ръкави, както и няколко бус-стоянки. Терминалът разполага с необходимата техника, за да обслужи Боинг 777.
Част от полетите, които се изпълняват от терминала, са дадени в таблицата:
| Авиокомпания                  | Град – Летище |
| ----------------------------- | --- |
| Aegan Airlines                | Атина |
| Aeroflot                      | Москва „Шереметиево“, Санкт Петербург |
| Air Algérie                   | Алжир, Анаба, Константин, Оран |
| Air Canada                    | Торонто |
| Air France                    | Париж „Шарл дьо Гол“ |
| Air Moldova                   | Кишинев |
| Air Serbia                    | Белград |
| Asiana Airlines               | Сеул „Инчон“ |
| AtlasGlobal                   | Амстердам, Арбил, Багдад, Джеда, Дюселдорф, Ереван, Караганда (започва от 15 март), Кишинев, Копенхаген, Кувейт, Лондон „Станстед“, Махачкала, Медина, Милано „Малпенса“, Минералние води (започва от 13 март), Наджаф, Нижнекамск, Никозия, Париж „Шарл дьо Гол“, Самара (започва от 10 март), Стокхолм „Арланда“, Сулеймания, Тбилиси, Техеран, Тюмен (започва от 15 март), Хамбург, Цюрих, Шарджа, Шимкент Сезонно: Миконос, Прищина, Сараево |
| British Airways               | Лондон „Хийтроу“ |
| Dniproavia                    | Днипро |
| Emirates                      | Дубай |
| Etihad Airways                | Абу Даби |
| KLM                           | Амстердам |
| Korean Air                    | Сеул „Инчон“ |
| LOT                           | Варшава |
| Lufthansa                     | Франкфурт Сезонно: Мюнхен |
| Onur Air                      | Амстердам, Берлин „Тегел“, Дюселдорф, Исфахан, Налчик, Никозия, Одеса, Париж „Шарл дьо Гол“ Сезонно: Виена, Мюнхен, Франкфурт, Щутгарт |
| Qatar Airways                 | Доха |
| Saudia                        | Дамам, Джеда, Медина, Рияд |
| Singapore Airlines            | Сингапур |
| Swiss International Air Lines | Цюрих (продължава от 25 март) |
| TAROM                         | Букурещ „Отопени“ |
| Turkish Airlines              | Абиджан, Абу Даби, Абуджа, Адис Абеба, Акра, Александрия, Алжир, Алмати, Аман, Амстердам, Антананариво, Арбил, Асмара, Астана, Астрахан, Атина, Атланта, Ахваз, Ашхабад, Багдад, Базел/Мюлуз, Баку, Бамако, Банкок, Бари, Барселона, Басра, Батуми, Бахрейн, Бейрут, Белград, Берлин „Тегел“, Билбао, Биллун, Бирмингам, Бишкек, Богота, Болоня, Бостън, Бремен, Брюксел, Будапеща, Буенос Айрес „Езейза“, Букурещ „Отопени“, Валенсия, Варна, Варшава, Вашингтон – Дълес, Венеция, Виена, Вилнюс, Ганджа, Грац, Гуанджоу, Гьотеборг, Дака, Дакар, Дамам, Дар ес-Салаам, Делхи, Джакарта, Джеда, Джибути, Доха, Дуала, Дубай, Дубровник, Душанбе, Дъблин, Дърбан, Дюселдорф, Единбург, Екатеринбург, Ентебе/Кампала, Женева, Загреб, Залцбург, Занзибар, Запорожие, Исламабад, Исфахан, Йоханесбург, Кабул, Казабланка, Казан, Кайро, Каракас, Карачи, Катания, Катманду, Кейп Таун, Кигали, Киев Бориспол, Килиманджаро, Киншаса, Кишинев, Клуж-Напока, Коломбо, Конакри, Константин, Копенхаген, Котону, Кошице, Куала Лумпур, Кувейт, Кьолн/Бон, Кюстенджа, Лагос, Лайпциг, Лахор, Лвъв, Либревил, Лион, Лисабон, Лондон „Гетуик“, Лондон „Хийтроу“, Лос Анджелис, Любляна, Люксембург, Мавриций, Мадрид, Мае, Мазари Шариф, Малага, Мале, Малта, Манила, Манчестър, Мапуто, Марсилия, Машхад, Маями, Медина, Милано „Малпенса“, Минск, Могадишу, Момбаса, Монреал, Москва „Внуково“, Мумбай, Мускат, Мюнхен, Наджаф, Найроби, Наполи, Нахичеван, Нджамена, Ниамей, Никозия, Ница, Новосибирск, Нуакшот, Ню Йорк, Нюрнберг, Одеса, Оран, Осло, Панама сити, Париж „Шарл дьо Гол“, Пекин, Подгорица, Порто, Прага, Прищина, Пукет (започва от 17 юли), Рига, Рим „Фиумичино“, Рияд, Ростов на Дон, Санкт Петербург, Сан Франциско, Сао Пауло, Сараево, Сеул „Инчон“, Сингапур, Скопие, Солун, София, Сочи, Ставропол, Стокхолм, Сулеймания, Таиф, Тайпе, Талин, Ташкент, Тбилиси, Тебриз, Тел Авив, Техеран, Тирана, Токио Нарита, Торино, Торонто, Тулуза, Тунис, Уагадугу, Улан Батор, Уфа, Франкфурт, Хавана, Хамбург, Хановер, Ханой, Харков (започва от 30 март), Хартум, Хелзинки, Херсон, Хонг Конг, Хошимин, Хургада, Хюстън, Цюрих, Чикаго „О'Хеър“, Шанхай, Шарм еш-Шейх, Шираз, Щутгарт, Янбу, Яунде |

## Галерия
- Схема на летището
- Терминал 1 през 90-те
- Терминал 2
- Изглед към Т2
- Turkish Airlines на основното си летище
- AtlasGlobal